# Sayula de Alemán
Sayula de Alemán là một đô thị thuộc bang Veracruz, México. Năm 2005, dân số của đô thị này là 28813 người.